# Llanura de Nariva
La Llanura de Nariva (en inglés: Nariva Plain) 
es una zona de tierras bajas en el este entre la Cordillera Central  (Central Range) y la Cordillera Sur  ( Southern Rangee) en Trinidad y Tobago, la zona de tierras bajas en el oeste es la llanura de Naparima. Al norte de la Cordillera Central esta la llanura del Caroní. Las zonas bajas son plana o consisten en suaves colinas . La mitad oriental de la isla no esta densamente poblada como la occidental. El río Ortoire de 35 millas de largo  fluye hacia el este a través de la llanura de Nariva y drena en el pantano de Nariva en la costa del océano Atlántico.